# Ptilope de Dupetit Thouars
Ptilinopus dupetithouarsii
Espèce
Statut de conservation UICN

 LC  : Préoccupation mineure
Le Ptilope de Dupetit Thouars (Ptilinopus dupetithouarsii), appelé localement kuku, est une espèce d’oiseau de la famille des Columbidae, endémique aux îles Marquises.
Son nom commémore l'explorateur et officier français Abel Aubert du Petit-Thouars (1793-1864).
Il se répartit en deux sous-espèces : 
- P. d. viridior — Murphy, 1924 — groupe septentrional ;
- P. d. dupetithouarsii (Néboux, 1840) — groupe méridional[1].